# La Forêt-Sainte-Croix
La Forêt-Sainte-Croix è un comune francese di 157 abitanti situato nel dipartimento dell'Essonne nella regione dell'Île-de-France.

## Società

### Evoluzione demografica
Abitanti censiti